# Lijst van burgemeesters van Molenwaard
Dit is een lijst van burgemeesters van de voormalige Nederlandse gemeente Molenwaard in de provincie Zuid-Holland. Deze gemeente werd gesticht op 1 januari 2013 en bestond tot 1 januari 2019, toen zij opging in de gemeente Molenlanden. Molenwaard heeft in zijn relatief korte bestaan slechts één burgemeester gehad.
| Ambtsperiode | Naam burgemeester        | Partij of stroming | Bijzonderheden                                                              |
| ------------ | ------------------------ | ------------------ | --------------------------------------------------------------------------- |
| 2013 - 2019  | Dirk (D.R.) van der Borg | CDA                | Aanvankelijk waarnemend en vanaf 4 september 2013 benoemd tot burgemeester. |